# Skyvall
Le Skyvall est une télécabine de France située dans les Pyrénées, dans la station de sports d'hiver de Peyragudes. Cet ascenseur valléen relie le village de Loudenvielle dans la vallée du Louron à la localité de Peyresourde Balestas, lieu d'arrivée des pistes de ski.

## Caractéristiques
La remontée permet l'accès à la station en moins de neuf minutes et devrait permettre de réduire les émissions de dioxyde de carbone dans la vallée.

## Histoire

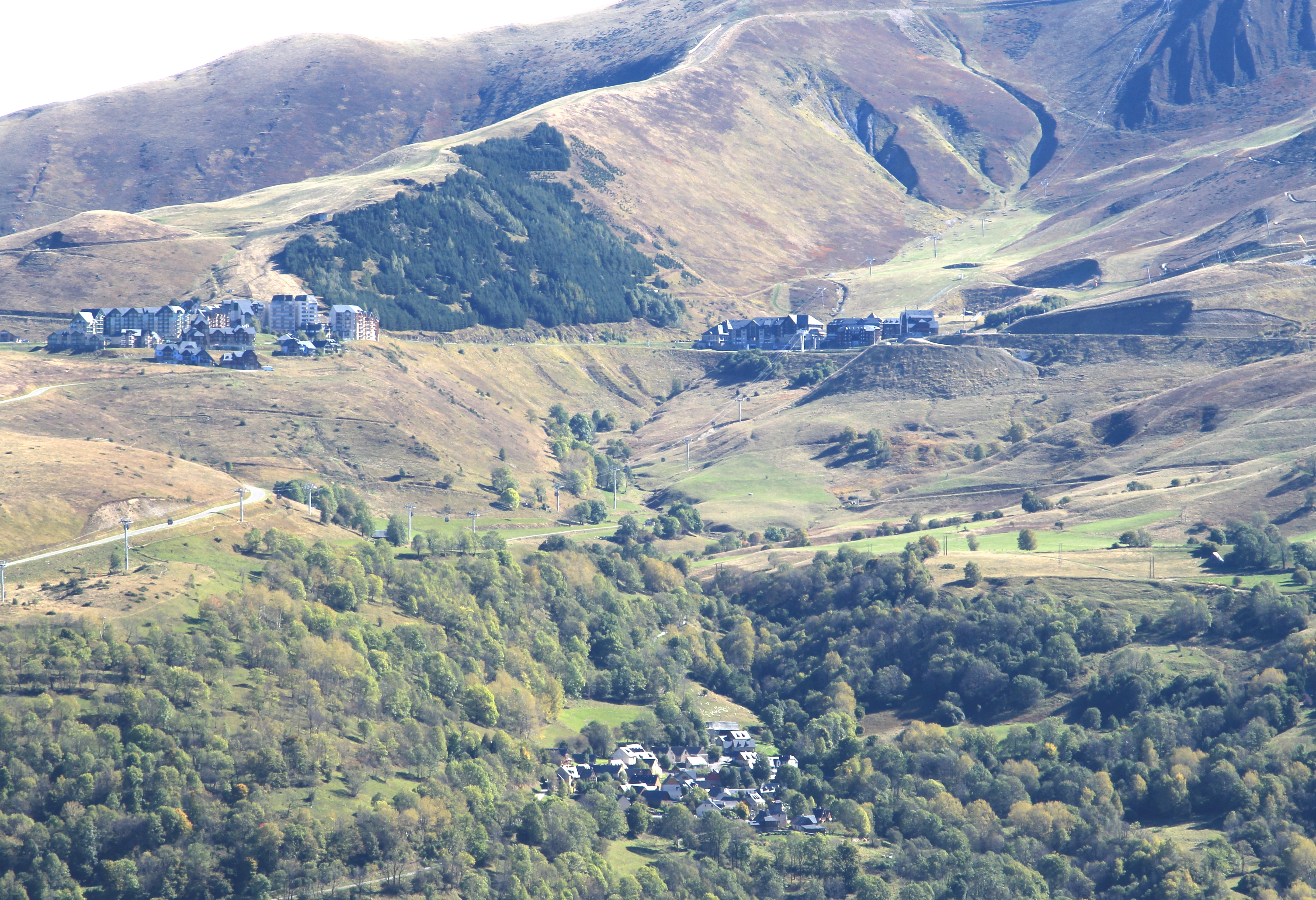
Vue en 2021 du Skyvall entre le village de Germ (en bas) et la station de Peyragudes (en haut).

Inaugurée en 2019, la télécabine est nommée Skyvall, terme forgé à partir de l'anglais sky (« ciel ») et de l'apocope vall (« vallée ») en référence à Skyfall, 23e film de James Bond sorti en 2012, alors que Peyragudes a servi de lieu de tournage pour Demain ne meurt jamais, le 18e film de la série sorti en 1997,.